# Floure
Floure  est une commune française située dans le canton de la Montagne d'Alaric (chef-lieu : Trèbes), dans le nord du département de l'Aude en région Occitanie. Elle est également répertoriée avec d'autres noms latins comme Ad Tricesimum ou Cremadeills.
Sur le plan historique et culturel, la commune fait partie du massif des Corbières, un chaos calcaire formant la transition entre le Massif central et les Pyrénées. Exposée à un climat méditerranéen, elle est drainée par l'Aude, la Bretonne, le ruisseau de Merdaux et par un autre cours d'eau. La commune possède un patrimoine naturel remarquable : un site Natura 2000 (les « Corbières occidentales ») et trois zones naturelles d'intérêt écologique, faunistique et floristique. Ses habitants sont appelés les Flouréens. Ce village est lié à Gaston Bonheur (journaliste, écrivain, poète et vigneron) qui possédait le château de Floure. Il est enterré au cimetière du village.
Floure est une commune rurale qui compte 427 habitants en 2022, après avoir connu une forte hausse de la population depuis 1975. Elle fait partie de l'aire d'attraction de Carcassonne. Ses habitants sont appelés les Flouréens ou  Flouréennes.

## Géographie

### Localisation
Floure est une commune de l'aire urbaine de Carcassonne située sur la ligne Bordeaux - Sète et sur la N 113.

### Communes limitrophes
Les communes limitrophes sont  Barbaira, Fontiès-d'Aude, Monze, Trèbes et Val-de-Dagne.
|                | Trèbes |                         |
| Fontiès-d'Aude | Floure | Barbaira                |
|                | Monze  | Val-de-Dagne (sur 50 m) |

### Géologie et relief
Floure se situe en zone de sismicité 2 (sismicité faible).

### Hydrographie
La commune est dans la région hydrographique « Côtiers méditerranéens », au sein du bassin hydrographique Rhône-Méditerranée-Corse. Elle est drainée par l'Aude, la Bretonne, le ruisseau de Merdaux et le ruisseau des Paillasses, qui constituent un réseau hydrographique de 7 km de longueur totale,.
L'Aude, d'une longueur totale de 223,59 km, prend sa source dans la commune des Angles et s'écoule du sud vers le nord. Elle traverse la commune et se jette dans le golfe du Lion à Fleury, après avoir traversé 73 communes.
La Bretonne, d'une longueur totale de 14,6 km, prend sa source dans la commune de Val-de-Dagne et s'écoule vers l'ouest puis se réoriente au nord-est. Elle traverse la commune et se jette dans l'Aude à Barbaira, après avoir traversé 4 communes.

### Climat
Pour des articles plus généraux, voir Climat de l'Occitanie et Climat de l'Aude.
En 2010, le climat de la commune est de type climat méditerranéen franc, selon une étude s'appuyant sur une série de données couvrant la période 1971-2000. En 2020, Météo-France publie une typologie des climats de la France métropolitaine dans laquelle la commune est dans une zone de transition entre le climat océanique altéré et le climat méditerranéen et est dans la région climatique Provence, Languedoc-Roussillon, caractérisée par une pluviométrie faible en été, un très bon ensoleillement (2 600 h/an), un été chaud (21,5 °C), un air très sec en été, sec en toutes saisons, des vents forts (fréquence de 40 à 50 % de vents > 5 m/s) et peu de brouillards.
Pour la période 1971-2000, la température annuelle moyenne est de 14,8 °C, avec  une amplitude thermique annuelle de 16,3 °C. Le cumul annuel moyen de précipitations est de 718 mm, avec 8,6 jours de précipitations en janvier et 3,8 jours en juillet. Pour la période 1991-2020 la température moyenne annuelle observée sur la station météorologique la plus proche, située sur la commune d'Arquettes-en-Val à 9 km à vol d'oiseau, est de 14,3 °C et le cumul annuel moyen de précipitations est de 820,2 mm,. Pour l'avenir, les paramètres climatiques de la commune estimés pour 2050 selon différents scénarios d’émission de gaz à effet de serre sont consultables sur un site dédié publié par Météo-France en novembre 2022.

### Milieux naturels et biodiversité

#### Réseau Natura 2000

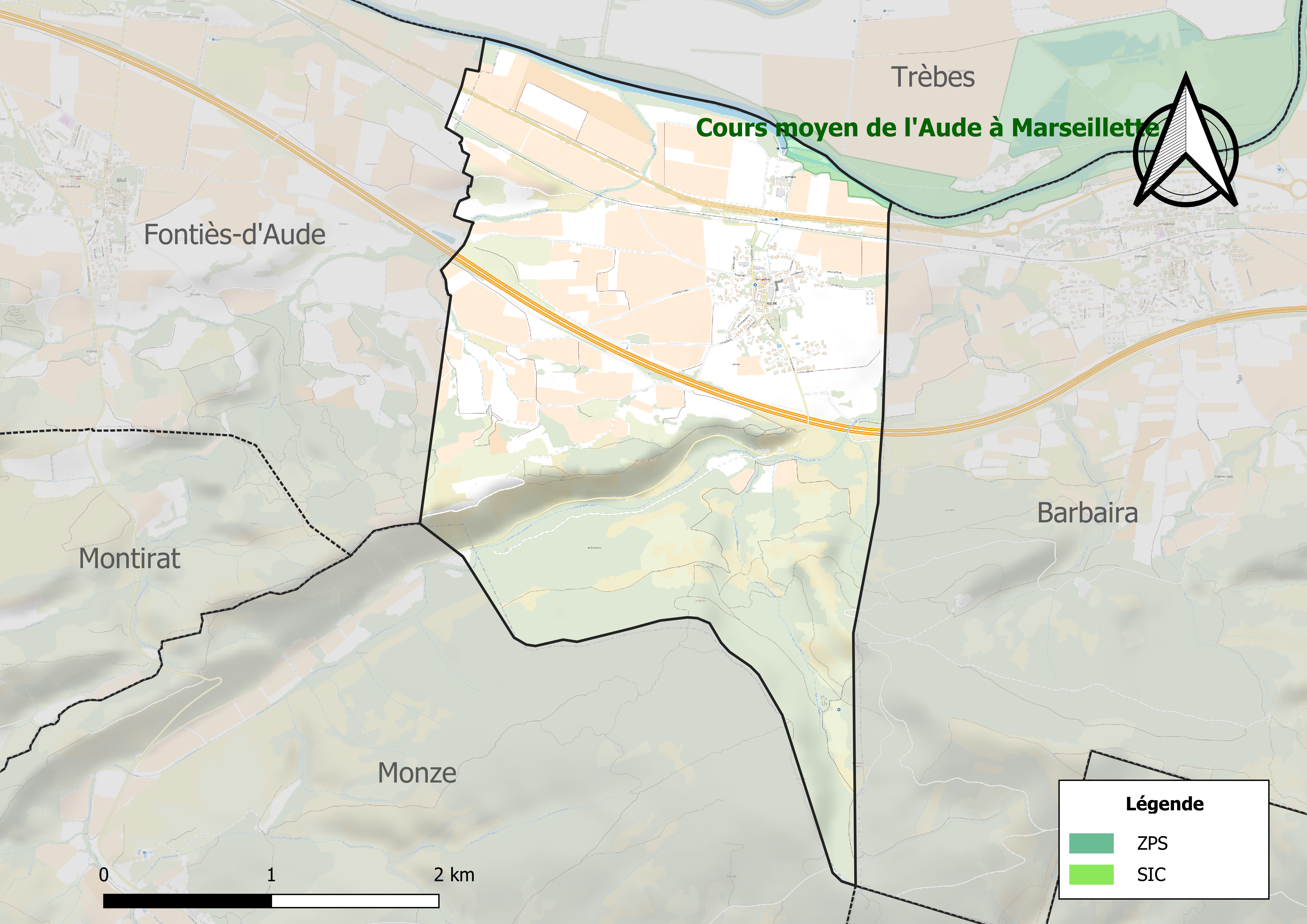
Sites Natura 2000 sur le territoire communal.

Le réseau Natura 2000 est un réseau écologique européen de sites naturels d'intérêt écologique élaboré à partir des directives habitats et oiseaux, constitué de zones spéciales de conservation (ZSC) et de zones de protection spéciale (ZPS). Un site Natura 2000 a été défini sur la commune au titre  de la directive oiseaux : les « Corbières occidentales », d'une superficie de 22 912 ha, présentant des milieux propices à la nidification des espèces rupicoles : des couples d'Aigles royaux occupent partagent l'espace avec des espèces aussi significatives que le Faucon pèlerin, le Grand-duc d'Europe ou le Circaète Jean-le-Blanc.

#### Zones naturelles d'intérêt écologique, faunistique et floristique
L’inventaire des zones naturelles d'intérêt écologique, faunistique et floristique (ZNIEFF) a pour objectif de réaliser une couverture des zones les plus intéressantes sur le plan écologique, essentiellement dans la perspective d’améliorer la connaissance du patrimoine naturel national et de fournir aux différents décideurs un outil d’aide à la prise en compte de l’environnement dans l’aménagement du territoire. Une ZNIEFF de type 1 est recensée sur la commune : le « cours moyen de l'Aude à Marseillette » (237 ha), couvrant 7 communes du département et deux ZNIEFF de type 2, : 
- les « Corbières occidentales » (59 005 ha), couvrant 66 communes du département[21] ;
- le « massif d'Alaric » (8 316 ha), couvrant 15 communes du département[22].

Carte des ZNIEFF de type 1 et 2 à Floure.
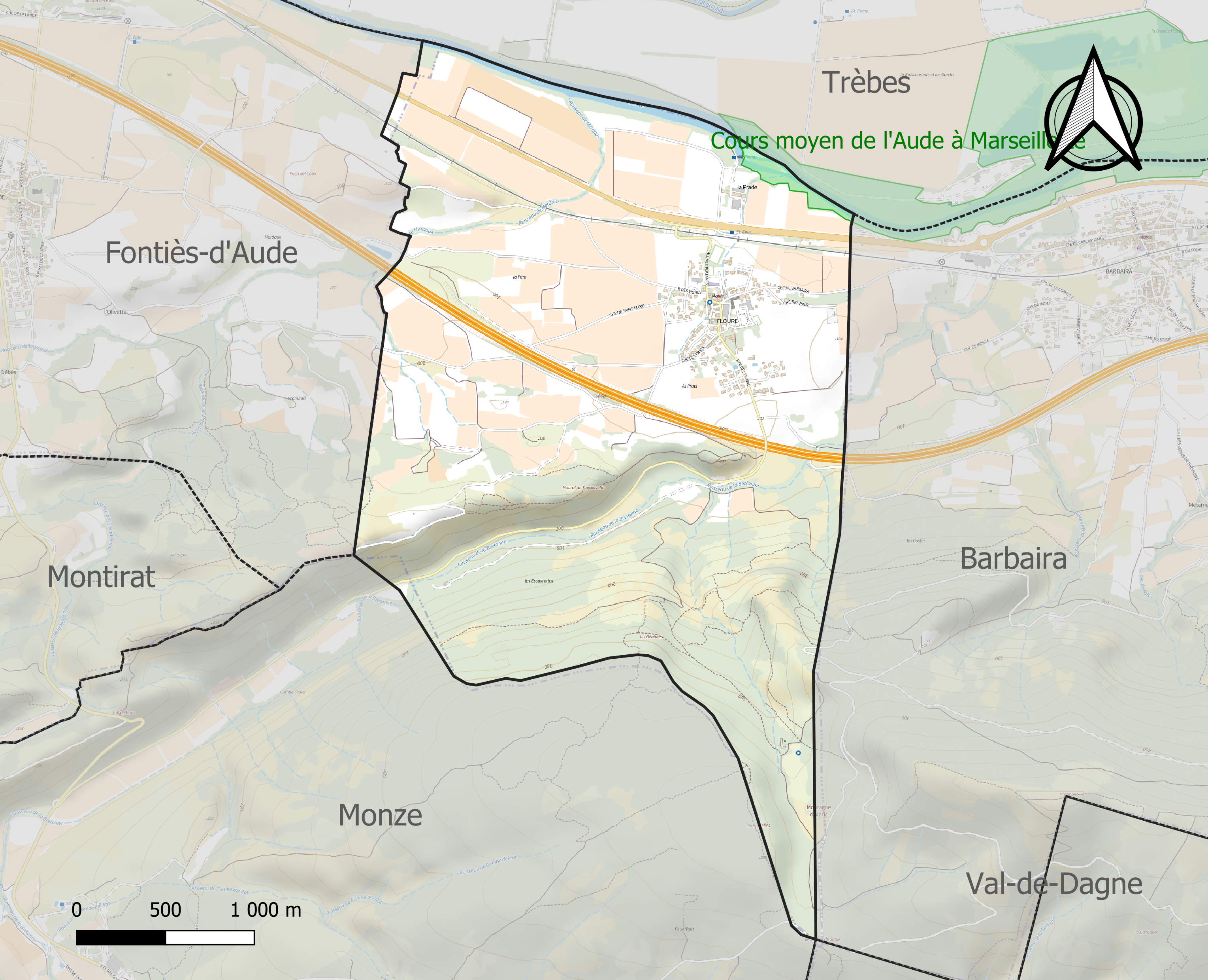
Carte de la ZNIEFF de type 1 sur la commune.
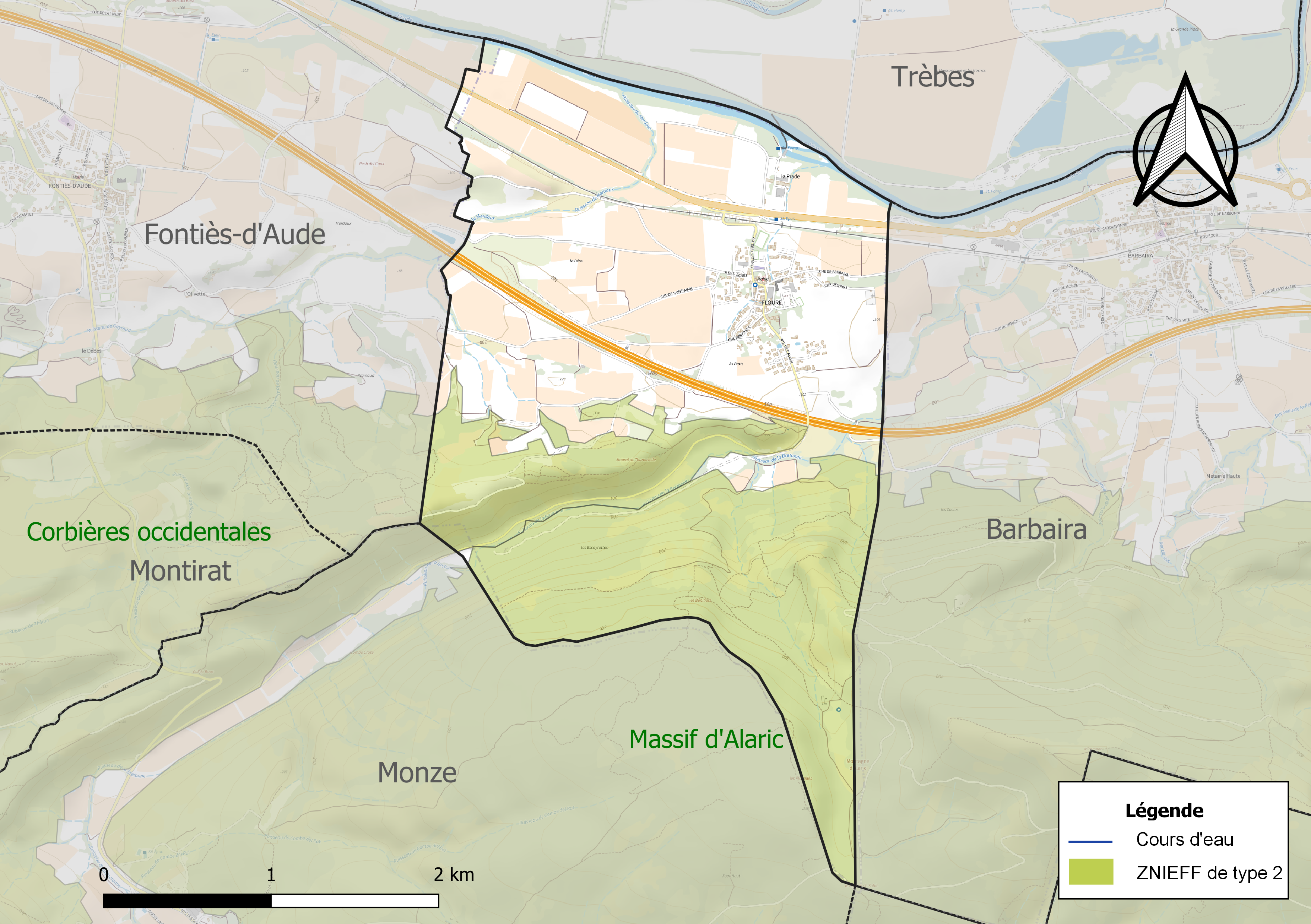
Carte des ZNIEFF de type 2 sur la commune.

## Urbanisme

### Typologie
Au 1er janvier 2024, Floure est catégorisée commune rurale à habitat dispersé, selon la nouvelle grille communale de densité à 7 niveaux définie par l'Insee en 2022.
Elle est située hors unité urbaine. Par ailleurs la commune fait partie de l'aire d'attraction de Carcassonne, dont elle est une commune de la couronne,. Cette aire, qui regroupe 115 communes, est catégorisée dans les aires de 50 000 à moins de 200 000 habitants,.

### Occupation des sols
L'occupation des sols de la commune, telle qu'elle ressort de la base de données européenne d’occupation biophysique des sols Corine Land Cover (CLC), est marquée par l'importance des territoires agricoles (55,9 % en 2018), en diminution par rapport à 1990 (61,4 %). La répartition détaillée en 2018 est la suivante : cultures permanentes (46,7 %), forêts (24,6 %), milieux à végétation arbustive et/ou herbacée (13,9 %), zones agricoles hétérogènes (9,2 %), zones urbanisées (5,6 %). L'évolution de l’occupation des sols de la commune et de ses infrastructures peut être observée sur les différentes représentations cartographiques du territoire : la carte de Cassini (XVIIIe siècle), la carte d'état-major (1820-1866) et les cartes ou photos aériennes de l'IGN pour la période actuelle (1950 à aujourd'hui).

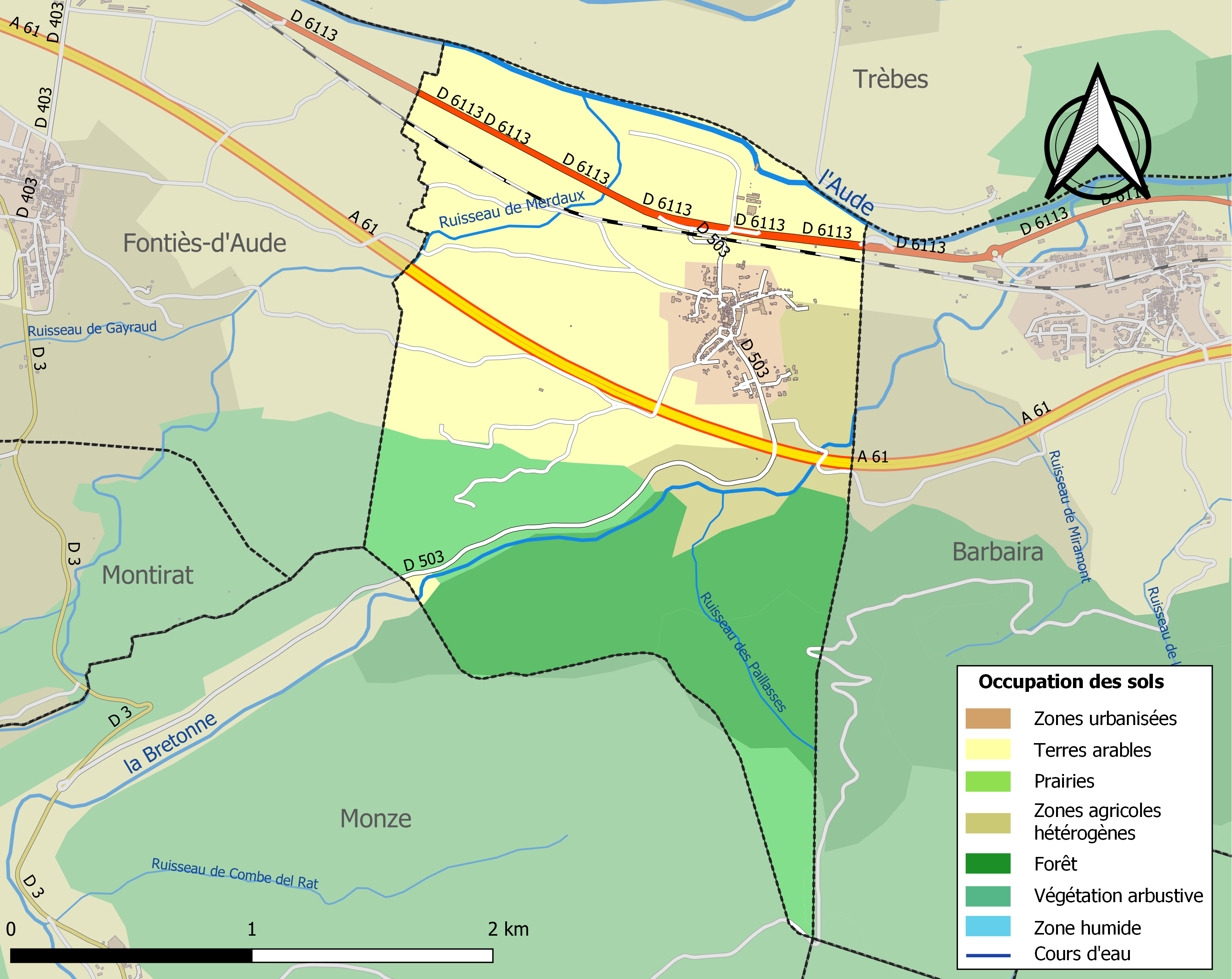
Carte des infrastructures et de l'occupation des sols de la commune en 2018 (CLC).

### Risques majeurs
Le territoire de la commune de Floure est vulnérable à différents aléas naturels : météorologiques (tempête, orage, neige, grand froid, canicule ou sécheresse), inondations, feux de forêts et séisme (sismicité faible). Il est également exposé à deux risques technologiques,  le transport de matières dangereuses et la rupture d'un barrage. Un site publié par le BRGM permet d'évaluer simplement et rapidement les risques d'un bien localisé soit par son adresse soit par le numéro de sa parcelle.

#### Risques naturels
Certaines parties du territoire communal sont susceptibles d’être affectées par le risque d’inondation par débordement de cours d'eau, notamment la Bretonne et l'Aude. La commune a été reconnue en état de catastrophe naturelle au titre des dommages causés par les inondations et coulées de boue survenues en 1982, 1990, 1992, 1996, 1999, 2009 et 2018,.

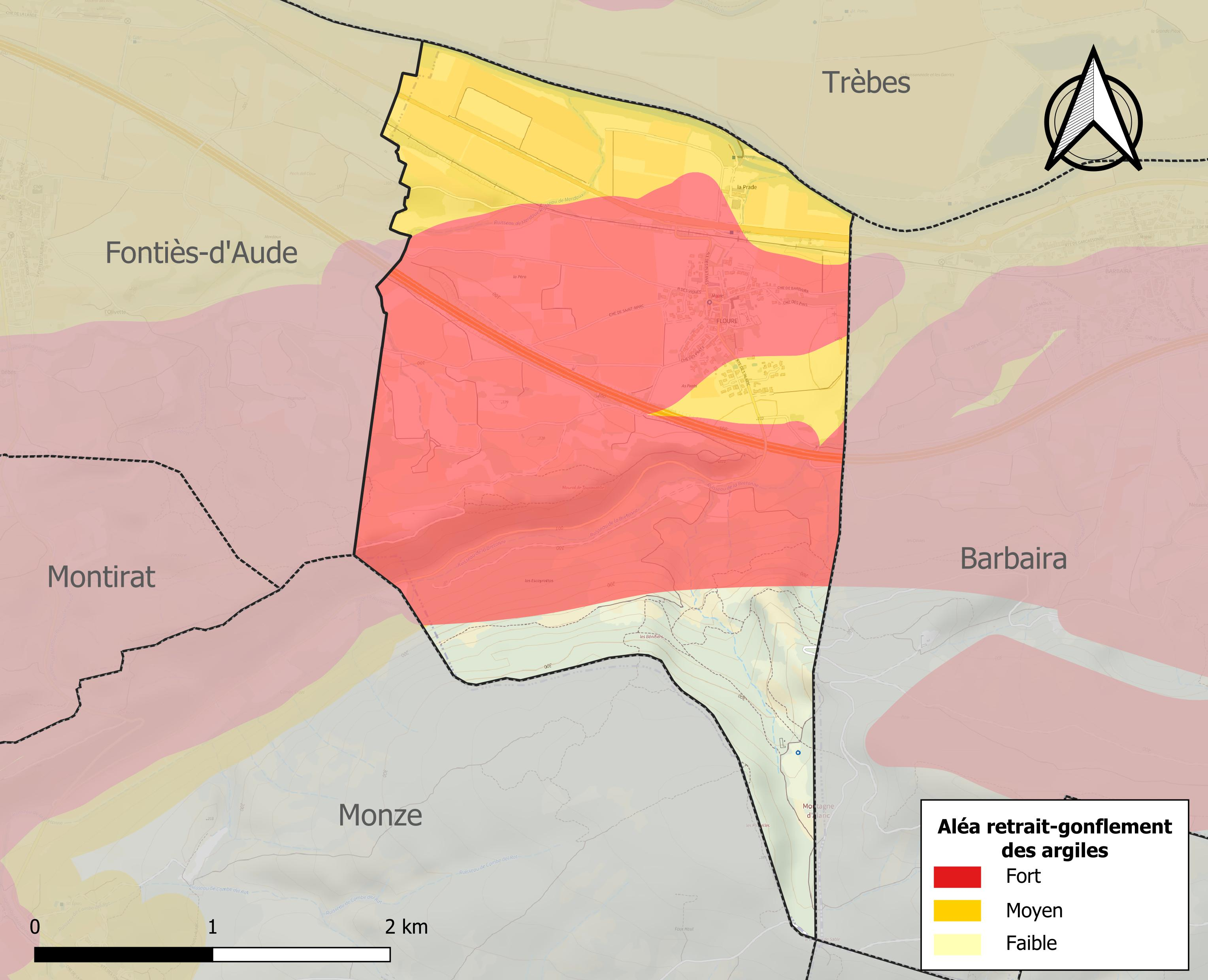
Carte des zones d'aléa retrait-gonflement des sols argileux de Floure.

Le retrait-gonflement des sols argileux est susceptible d'engendrer des dommages importants aux bâtiments en cas d’alternance de périodes de sécheresse et de pluie. 82,6 % de la superficie communale est en aléa moyen ou fort (75,2 % au niveau départemental et 48,5 % au niveau national). Sur les 173 bâtiments dénombrés sur la commune en 2019, 173 sont en aléa moyen ou fort, soit 100 %, à comparer aux 94 % au niveau départemental et 54 % au niveau national. Une cartographie de l'exposition du territoire national au retrait gonflement des sols argileux est disponible sur le site du BRGM,.

#### Risques technologiques
Le risque de transport de matières dangereuses sur la commune est lié à sa traversée par une route à fort trafic et une ligne de chemin de fer. Un accident se produisant sur de telles infrastructures est en effet susceptible d’avoir des effets graves au bâti ou aux personnes jusqu’à 350 m, selon la nature du matériau transporté. Des dispositions d’urbanisme peuvent être préconisées en conséquence.
La commune est en outre située en aval des barrages de Matemale et de Puyvalador, deux ouvrages de classe A, situés dans le département des Pyrénées-Orientales. À ce titre elle est susceptible d’être touchée par l’onde de submersion consécutive à la rupture d'un de ces ouvrages.

## Histoire
En 333, l'anonyme de Bordeaux, sur la route de Jérusalem, y passe et note sur son itinéraire : Mutatio TricensimumInterprétation abusive ?. Ce relais de la poste impériale était situé comme son nom l'indique à 30 milles de Narbonne (environ 45 km).

## Politique et administration

### Découpage territorial
La commune de Floure est membre de l'intercommunalité Carcassonne Agglo, un établissement public de coopération intercommunale (EPCI) à fiscalité propre créé le 21 décembre 2012 dont le siège est à Carcassonne. Ce dernier est par ailleurs membre d'autres groupements intercommunaux.
Sur le plan administratif, elle est rattachée à l'arrondissement de Carcassonne, au département de l'Aude, en tant que circonscription administrative de l'État, et à la région Occitanie.
Sur le plan électoral, elle dépend du canton de la Montagne d'Alaric pour l'élection des conseillers départementaux, depuis le redécoupage cantonal de 2014 entré en vigueur en 2015, et de la première circonscription de l'Aude  pour les élections législatives, depuis le redécoupage électoral de 1986.

### Liste des maires
| Période   | Période  | Identité        | Étiquette | Qualité                     |
| --------- | -------- | --------------- | --------- | --------------------------- |
| mars 2001 | mai 2020 | Philippe Phalip | PS        | Fonctionnaire de préfecture |
| mai 2020  | en cours | Pierre Micheau  | LREM      | Entrepreneur                |

## Économie

### Revenus
En 2018  (données INSEE publiées en septembre 2021), la commune compte 134 ménages fiscaux, regroupant 376 personnes. La médiane du revenu disponible par unité de consommation est de 17 990 € (19 240 € dans le département).

### Emploi
| Division       | 2008   | 2013   | 2018   |
| -------------- | ------ | ------ | ------ |
| Commune        | 10,8 % | 16,3 % | 11,6 % |
| Département    | 10,2 % | 12,8 % | 12,6 % |
| France entière | 8,3 %  | 10 %   | 10 %   |

En 2018, la population âgée de 15 à 64 ans s'élève à 242 personnes, parmi lesquelles on compte 65,1 % d'actifs (53,5 % ayant un emploi et 11,6 % de chômeurs) et 34,9 % d'inactifs,. En  2018, le taux de chômage communal (au sens du recensement) des 15-64 ans est inférieur à celui du département, mais supérieur à celui de la France, alors qu'en 2008 il était supérieur à celui du département.
La commune fait partie de la couronne de l'aire d'attraction de Carcassonne, du fait qu'au moins 15 % des actifs travaillent dans le pôle,. Elle compte 59 emplois en 2018, contre 55 en 2013 et 62 en 2008. Le nombre d'actifs ayant un emploi résidant dans la commune est de 130, soit un indicateur de concentration d'emploi de 45,1 % et un taux d'activité parmi les 15 ans ou plus de 53,7 %.
Sur ces 130 actifs de 15 ans ou plus ayant un emploi, 21 travaillent dans la commune, soit 16 % des habitants. Pour se rendre au travail, 91,5 % des habitants utilisent un véhicule personnel ou de fonction à quatre roues, 2,3 % les transports en commun, 4,6 % s'y rendent en deux-roues, à vélo ou à pied et 1,5 % n'ont pas besoin de transport (travail au domicile).

### Activités hors agriculture
32 établissements sont implantés  à Floure au 31 décembre 2019. Le tableau ci-dessous en détaille le nombre par secteur d'activité et compare les ratios avec ceux du département,.
| Secteur d'activité                                                                                        | Commune | Commune | Département |
| Secteur d'activité                                                                                        | Nombre  | %       | %           |
| --- | ------- | ------- | ----------- |
| Ensemble                                                                                                  | 32      |         |             |
| Industrie manufacturière, industries extractives et autres                                                | 2       | 6,3 %   | (8,8 %)     |
| Construction                                                                                              | 7       | 21,9 %  | (14 %)      |
| Commerce de gros et de détail, transports, hébergement et restauration                                    | 13      | 40,6 %  | (32,3 %)    |
| Information et communication                                                                              | 1       | 3,1 %   | (1,6 %)     |
| Activités immobilières                                                                                    | 3       | 9,4 %   | (5,2 %)     |
| Activités spécialisées, scientifiques et techniques et activités de services administratifs et de soutien | 4       | 12,5 %  | (13,3 %)    |
| Administration publique, enseignement, santé humaine et action sociale                                    | 1       | 3,1 %   | (13,2 %)    |
| Autres activités de services                                                                              | 1       | 3,1 %   | (8,8 %)     |

Le secteur du commerce de gros et de détail, des transports, de l'hébergement et de la restauration est prépondérant sur la commune puisqu'il représente 40,6 % du nombre total d'établissements de la commune (13 sur les 32 entreprises implantées  à Floure), contre 32,3 % au niveau départemental.

### Agriculture
La commune fait partie de la petite région agricole dénommée « Région viticole ». En 2010, l'orientation technico-économique de l'agriculture  sur la commune est la polyculture et le polyélevage.
|                                   | 1988 | 2000 | 2010 |
| --------------------------------- | ---- | ---- | ---- |
| Exploitations                     | 21   | 13   | 15   |
| Superficie agricole utilisée (ha) | 337  | 251  | 145  |

Le nombre d'exploitations agricoles en activité et ayant leur siège dans la commune est passé de 21 lors du recensement agricole de 1988 à 13 en 2000 puis à 15 en 2010, soit une baisse de 29 % en 22 ans. Le même mouvement est observé à l'échelle du département qui a perdu pendant cette période 52 % de ses exploitations. La surface agricole utilisée sur la commune a également diminué, passant de 337 ha en 1988 à 145 ha en 2010. Parallèlement la surface agricole utilisée moyenne par exploitation a baissé, passant de 16 à 10 ha.

## Population et société

### Démographie
L'évolution du nombre d'habitants est connue à travers les recensements de la population effectués dans la commune depuis 1793. Pour les communes de moins de 10 000 habitants, une enquête de recensement portant sur toute la population est réalisée tous les cinq ans, les populations de référence des années intermédiaires étant quant à elles estimées par interpolation ou extrapolation. Pour la commune, le premier recensement exhaustif entrant dans le cadre du nouveau dispositif a été réalisé en 2004.

En 2022, la commune comptait 427 habitants, en évolution de +5,43 % par rapport à 2016 (Aude : +2,65 %, France hors Mayotte : +2,11 %).
| 1793 | 1800 | 1806 | 1821 | 1831 | 1836 | 1841 | 1846 | 1851 |
| ---- | ---- | ---- | ---- | ---- | ---- | ---- | ---- | ---- |
| 125  | 144  | 142  | 156  | 168  | 180  | 199  | 174  | 160  |

| 1856 | 1861 | 1866 | 1872 | 1876 | 1881 | 1886 | 1891 | 1896 |
| ---- | ---- | ---- | ---- | ---- | ---- | ---- | ---- | ---- |
| 199  | 200  | 206  | 207  | 245  | 266  | 293  | 218  | 187  |

| 1901 | 1906 | 1911 | 1921 | 1926 | 1931 | 1936 | 1946 | 1954 |
| ---- | ---- | ---- | ---- | ---- | ---- | ---- | ---- | ---- |
| 195  | 201  | 206  | 276  | 220  | 209  | 207  | 185  | 180  |

| 1962 | 1968 | 1975 | 1982 | 1990 | 1999 | 2004 | 2006 | 2009 |
| ---- | ---- | ---- | ---- | ---- | ---- | ---- | ---- | ---- |
| 178  | 138  | 137  | 260  | 255  | 318  | 338  | 351  | 366  |

| 2014 | 2019 | 2022 | - | - | - | - | - | - |
| ---- | ---- | ---- | - | - | - | - | - | - |
| 402  | 406  | 427  | - | - | - | - | - | - |

### Manifestations culturelles et festivités
Le samedi 11 avril 2015, l'ancien joueur de football professionnel Christophe Landrin a parrainé le premier tournoi civique et éducatif de Floure. Il s'agit d'un tournoi avec les règles de futsal, mais les équipes qui ne jouent pas et travaillent sur des ateliers du programme éducatif fédéral (PEF) initié par la FFF. Six thèmes sont abordés : la santé, l'engagement citoyen, l'environnement, le fair-play, les règles du jeu et arbitrage, ainsi que la « culture foot ». Christophe Landrin a joué avec l'ensemble des trente équipes présentes et les 1 200 spectateurs de cet événement ont été unanime quant à la disponibilité et la gentillesse de l'ex-Stéphanois[réf. nécessaire].

## Culture locale et patrimoine

### Lieux et monuments
- Le château - hôtel, relais du silence (ancienne demeure de Gaston Bonheur).
- Les Bénitiers (curiosités géologiques situées sur la montagne d'Alaric)
 sont inscrits au titre des sites naturels depuis 1942[44].
- Les croix des Rogations.
- Le musée militaire (n'existe plus depuis février 2017).
- L'église Saint-Étienne de Floure datant du XIIe siècle.

### Personnalités liées à la commune
- Gaston Bonheur  (journaliste, écrivain, poète et vigneron).
- Christophe Landrin (footballeur professionnel).
- Prosper Ramel (botaniste).

### Héraldique
| Carbonne | Son blasonnement est : D'azur à la croix d'or. |